# Port lotniczy Sambava
Port lotniczy Sambava (IATA: SVB, ICAO: FMNS) – port lotniczy położony w Sambava, w prowincji Antsiranana, na Madagaskarze.

## Linie lotnicze i połączenia
| Linia Lotnicza | Kierunek                       |
| -------------- | ------------------------------ |
| Air Madagascar | 1. Antananarywa 2. Antsiranana |
| Tsaradia       | 1. Antananarywa                |